# Бой под Задворьем
Бой под Задворьем — одно из сражений советско-польской войны, произошедшее 17 августа 1920 года между отрядом из 330 львовских орлят под руководством капитана Болеслава Заячковского и Первой Конной Армией Будённого. Сражение разыгралось на дальних подступах ко Львову, в 33 км от города, около села Задворье, сегодня находящейся на территории Украины. Целью поляков было задержать стремительное наступление красной армии на Львов.
После занятия железнодорожной станции Будённый прекратил наступление на запад, на Львов. По приказанию советского командования Первая конная повернула в направлении севера, к Вепшу и Варшаве, но после неудачи под Замостьем, а затем и поражения под Комаровом  отошла на восток.
В бою погибло и покончило с собой 318 поляков. Это сражение входит в список Польских Фермопил.

## Версия событий в воспоминаниях командарма 1-й Конной армии С.М. Будённого
Мы уже решили возвращаться в полевой штаб, когда внимание привлекли события, разыгравшиеся километрах в трех севернее. С высоты, в бинокли, мы заметили колонны польской пехоты, двигавшиеся с запада. И тут же из леса появились наши кавалерийские части. Развернувшись, они с ходу бросились в атаку. Я думал, что неприятельская пехота сдастся в плен, как это было утром у деревни Полоничи. Но этого не произошло. Наоборот, пехотинцы пошли против конницы с винтовками наперевес. Они даже не стреляли.
Бой был скоротечным. Конная масса врезалась в боевые порядки врага, и через несколько минут все было кончено.

После выяснилось, что это отряд добровольческой группы Абрахама, сформированной из торговцев, чиновников, помещиков и отставных офицеров, попал под удар 4-й нашей дивизии. Не знаю, сколько времени потребовалось для сколачивания этого отряда, но прекратил он своё существование всего за несколько минут. Лишь небольшим группам противника удалось бегством спастись в лесу. — Будённый С. М. Пройденный путь. — Воениздат, 1973. — 100 000 экз.

## Итог

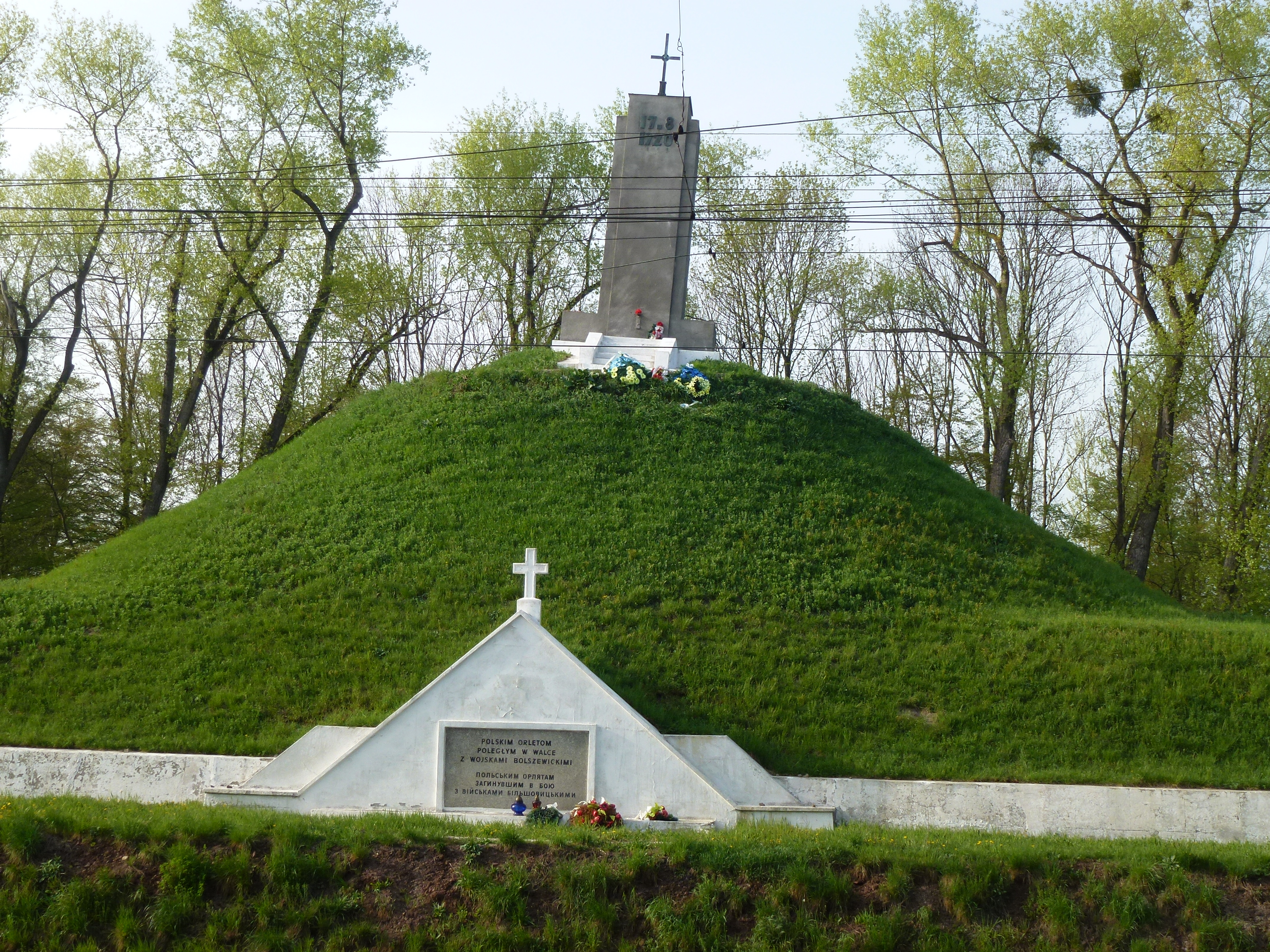
Памятник жертвам битвы при Задворье

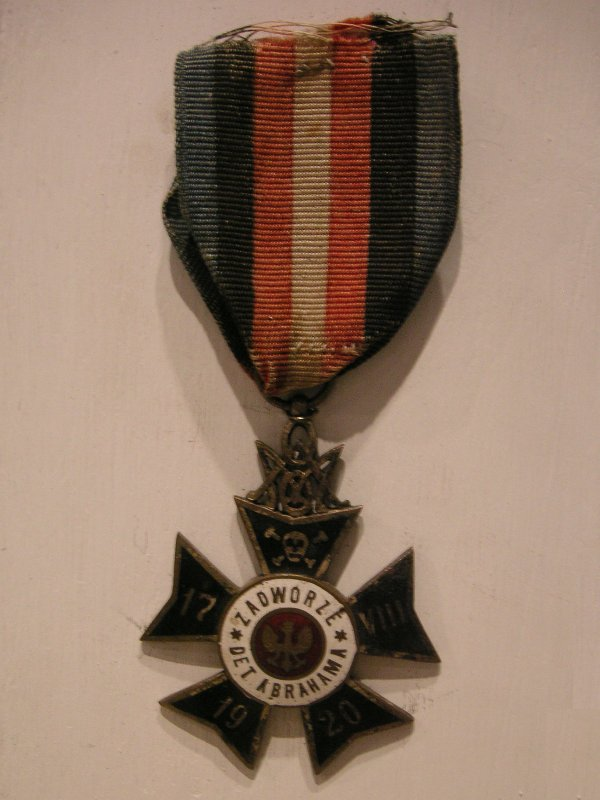
Медаль «Задворье»

В бою погибло 318 орлят, остальные попали в плен. Чтобы не попасть в руки врага, капитан Заячковский вместе с несколькими солдатами совершили самоубийство.
Во время боя погиб в числе других ученик 7-го класса Первой реальной школы Львова, участник обороны города 1918 года, кавалер орденов «Virtuti Militari» и «Крест Храбрых», Констант Заругевич. Его матери, польской армянке Ядвиге Заругевич, в 1925 году была предоставлена честь выбрать из числа неизвестных солдат, похороненных на кладбище Орлят, останки одного, для захоронения в Варшаве, в могиле Неизвестного Солдата.
Отряды Будённого выступили на север 20 августа. На место битвы прибыли польские подразделения и родственники погибших. Лежащие под августовским солнцем, раздетые и растерзанные тела не поддавались идентификации. Опознано было только 106 тел. Все погибшие были первоначально захоронены в братской могиле возле места битвы.
Позднее тела 8 павших были торжественно перенесены на кладбище защитников Львова, в квартал Задворчиков:
- капитан Болеслав Заячковский
- капитан Кжиштоф Обертинский
- подпоручик Ян Деметр
- хорунжий Борис Оленич
- подхорунжий Владислав Мариновский
- поручик Тадеуш Ганака
- капрал Стефан Громницкий
- рядовой Еугениуш Чарка

позднее два последних были, по видимому, перезахоронены в семейных могилах.
Остальные павшие под Задворьем похоронены на военном кладбище Задворья, у кургана.
В 2009 году велосекция спортивного клуба «Погонь» (Львов) организовала велопробег в память героев битвы.